# Phenacoccus similis
Phenacoccus similis är en insektsart som beskrevs av Granara de Willink 1983. Phenacoccus similis ingår i släktet Phenacoccus och familjen ullsköldlöss. Inga underarter finns listade i Catalogue of Life.